# Université Saint-Paul d'Ottawa
 (octobre 2024).
Si vous disposez d'ouvrages ou d'articles de référence ou si vous connaissez des sites web de qualité traitant du thème abordé ici, merci de compléter l'article en donnant les références utiles à sa vérifiabilité et en les liant à la section « Notes et références ».
L'Université Saint-Paul (anglais : Saint Paul University) est une université pontificale canadienne située à Ottawa, en Ontario. Depuis 1965, elle est affiliée à l'Université d'Ottawa. L'institution est bilingue, enseignant dans les deux langues officielles du pays : l'anglais et le français. Elle est confiée depuis plus d’un siècle et demi à la congrégation des Oblats de Marie-Immaculée. Par la suite, en août 1866, elle a été dotée d’une charte civile passé par le gouvernement, qui à l'époque s'appelait la Province de Canada. De plus, l'Université a reçu une charte pontificale promulguée par le pape Léon XIII, le 5 février 1889.

## Historique
Les origines de l'Université Saint-Paul remontent à l'année 1848, date de la fondation du collège de Bytown par Mgr Joseph-Eugène-Bruno Guigues, o.m.i., qui en confia officiellement la direction aux Missionnaires Oblats de Marie-Immaculée en 1856.
Le collège prit le nom de collège d’Ottawa en 1861. Le 15 août 1866, il fut élevé au rang d’institution universitaire par le gouvernement de l’Union. Par lettres apostoliques de Léon XIII, en date du 5 février 1889, le collège d’Ottawa devint aussi une université de droit pontifical. Pour répondre aux exigences de la constitution apostolique Deus Scientiarum Dominus de Pie XI sur la réforme des études dans les universités catholiques, la direction de l’Université procéda à la refonte de la charte pontificale, qui fut approuvée par Rome le 15 novembre 1934. Auparavant, la charte civile, elle-même refondue, avait reçu la sanction de la législation ontarienne le 18 avril 1933. C’est à compter de cette date que le nom officiel de l’institution fut « Université d’Ottawa ».
Durant les années qui suivirent la Seconde Guerre mondiale, les progrès de l’Université furent considérables. En 1965, elle comptait neuf facultés et quatre écoles. Cette année 1965 marqua la fin d’une étape et le commencement d’une nouvelle. En effet, le 1er juillet, en vertu d’une loi de la province de l’Ontario et après de laborieuses négociations entre l’Université et le gouvernement, l’institution jusqu’alors désignée « Université d’Ottawa » prit le nom d’« Université Saint-Paul », tout en conservant les deux chartes, civile et canonique, qui la régissaient jusqu’à ce moment. En même temps, le gouvernement créa une nouvelle institution sous le nom d’« Université d’Ottawa », à laquelle l’Université Saint-Paul cédait la plus grande part de ses biens meubles et immeubles. Les deux universités devenaient un ensemble fédératif qui, par entente mutuelle, devait se partager les facultés.

## Facultés
- Sciences humaines
- Philosophie
- Théologie
- Droit canonique

## Programmes de premier cycle
- Communications sociales
- Relations humaines et spiritualité
- Éthique et enjeux sociaux contemporains
- Études des conflits
- Innovation sociale
- Théologie

## Programmes d'études supérieures
- Counselling, psychothérapie et spiritualité
- Droit canonique
- Études de conflits
- Éthique publique
- Leadership transformatif et de spiritualité
- Théologie

## Centres et instituts de recherche
- Centre de recherche Vatican II et le catholicisme au XXIe siècle
- Centre d'éducation religieuse et de catéchèse
- Centre de recherche en éthique publique et de gouvernance (CRÉPuG)
- Centre de recherche sur le conflit
- Centre de recherche Sophia
- Centre Lonergan

## Chaires de recherche
- Chaire de recherche en histoire religieuse du Canada
- Chaire de recherche sur la famille chrétienne
- Chaire Mercy and Presentation Sisters

## Services
- Bibliothèque et Archives Jean-Léon-Allie
- Bureau de la recherche et de la déontologie
- Bureau des admissions, du registraire et des services étudiants
- Bureau des diplômés et du développement
- Bureau des stages
- Centre de counselling et de psychothérapie
- Centre de services canoniques (CSC)
- Centre Multiservices
- Service de l’informatique et de l’enseignement à distance
- Service de pastorale
- Service de recrutement et des communications
- Service des finances
- Service des immeubles
- Service des ressources humaines
- Services alimentaires et de conférences
- Service des initiatives autochtones

## Bibliothèque Jean-Léon-Allie
La collection comprend plus des 500 000 volumes, 1 000 périodiques courants et quelque 100 000 microformes. Les étudiants ont accès aux ressources imprimés et électroniques de l’Université d’Ottawa.
Historique
La bibliothèque a débuté le 27 avril 1937 comme la bibliothèque du séminaire de l’Université d’Ottawa. Feu le père Jean-Léon Allie, o.m.i., l’a fondée, l’a organisée et, pendant plus de quarante ans, l’a dirigée. Bibliothécaire en chef émérite depuis 1993, le père Allie a consacré toutes ses énergies à la bibliothèque jusqu’à son décès, le 26 novembre 1996.
La bibliothèque a commencé avec quatre livres, mais elle a vite grandi, grâce aux dons provenant d’autres institutions religieuses et aux achats judicieux du fondateur, pour devenir la plus grande de son domaine au Canada. D’ailleurs, la qualité scientifique de la bibliothèque est depuis longtemps reconnue par les chercheurs en philosophie, en études médiévales et en théologie. Déjà en 1963, dans une enquête menée au nom de la Conférence nationale des universités et collèges canadiens, M. E.-E. Williams de l’Université Harvard a observé que l’Université d’Ottawa (lire l’Université Saint-Paul) possède des collections exceptionnelles au Canada sur la philosophie et l’histoire religieuse, ainsi que des collections de recherche propres aux travaux avancés dans le domaine des études médiévales.[passage promotionnel]
Les collections sont organisées en général selon le système de classification de la Bibliothèque du Congrès, avec certaines adaptations pour les livres de théologie, de droit canon et d’histoire de l’Église.

## Relation avec l'Université d'Ottawa
L’Université Saint-Paul est le collège fondateur de l’Université d’Ottawa (1848), avec laquelle elle a conservé un lien de fédération depuis 1965.
Les deux universités se considèrent comme complémentaires. L’Université Saint-Paul nomme huit membres au Bureau des gouverneurs de l’Université d’Ottawa. Le recteur de l’Université Saint-Paul est membre du Sénat de l’Université d’Ottawa et les facultés de l’Université Saint-Paul y sont représentées par leur doyen, leur secrétaire et un professeur élu par ses collègues. Il y a également échange de professeurs et reconnaissance réciproque de cours entre les deux institutions.
En plus de conférer ses propres grades, l’Université Saint-Paul se réserve le droit de présenter ses candidats au Sénat de l’Université d’Ottawa pour la collation conjointe (Université Saint-Paul — Université d’Ottawa) des certificats, des diplômes et des grades civils.

## Personnalités liées

### Corps professoral ancien ou actuel
- Philippe Bernier Arcand, essayiste
- Jonathan Durand Folco, professeur agrégé à l’École d'innovation sociale Élisabeth-Bruyère
- Jacques Gauthier (écrivain), poète, essayiste et romancier québécois
- Marcel Viau, théologien, un philosophe et un auteur canadien

### Anciens étudiants
- Guy Boulanger, prélat canadien de l'Église catholique
- G. Daniel Caron, diplomate de carrière et haut fonctionnaire de la fonction publique canadienne
- Thomas Patrick Doyle, prêtre catholique américain dans l'Ordre dominicain
- Oscar Gasana, intellectuel rwandais-canadien, chercheur et auteur
- Pierre Goudreault, prélat canadien de l'Église catholique
- Richard John Grecco, prélat canadien de l'Église catholique
- Robert Lebel (évêque), homme d'Église canadien
- Helen Prejean, religieuse catholique américaine, connue par le combat qu'elle mène contre la peine de mort, faisant campagne pour son abolition partout dans le monde
- Gil Rémillard, juriste, professeur, homme politique et administrateur québécois.
- Christopher Saunders, prélat australien de l'Église catholique
- Mattia Scarpulla, poète, romancier et nouvelliste
- William Sweet, philosophe canadien et ancien président de l'Association canadienne de philosophie